# Fimbristylis perpusilla
Fimbristylis perpusilla är en halvgräsart som beskrevs av R.M.Harper., John Kunkel Small och Nathaniel Lord Britton. Fimbristylis perpusilla ingår i släktet Fimbristylis och familjen halvgräs. Inga underarter finns listade i Catalogue of Life.